# Кирсановка (Омская область)
Кирсановка — деревня в Большереченском районе Омской области России. Входит в состав Шипицынского сельского поселения.

## История
Основана в 1892 г. В 1928 году состояла из 144 хозяйств, основное население — русские. Центр Кирсановского сельсовета Большереченского района Тарского округа Сибирского края.

## Население
| 1926 | 2002 | 2010 | 2021 |
| ---- | ---- | ---- | ---- |
| 853  | ↘332 | ↘253 | ↘211 |

Национальный состав
Согласно результатам переписи 2002 года, в национальной структуре населения русские составляли 83 %.